# Nico Patschinski
Nico „Patsche“ Patschinski (* 8. November 1976 in Ost-Berlin) ist ein ehemaliger deutscher Fußballspieler.

## Karriere

### 1980 bis 1994: Jugend und Aufstieg bei Union Berlin
Patschinski interessierte sich zunächst für Eishockey und schloss sich daher im Alter von vier Jahren der Eishockeyabteilung des SC Dynamo Berlin an. Inspiriert wurde er dabei von seinem Vater Rainer Patschinski, der ein erfolgreicher Eishockey-Spieler beim TSC Berlin und später bei Dynamo gewesen war. Erst zwei Jahre später begann „Patsche“ in der Jugendmannschaft des BFC Dynamo Fußball zu spielen. 1988 wechselte er in die Jugend des 1. FC Union Berlin und absolvierte dort auch 1994 sein Debüt in der Männermannschaft.

### 1994 bis 2000: verschiedene Stationen und Profidebüt
In der nächsten Saison avancierte er zum Stammspieler bei Union. Gegen Ende des Jahres 1997 nahm er angesichts der angespannten Finanzlage bei dem Köpenicker Verein ein Angebot des finanziell besser dastehenden SV Babelsberg 03 an. Doch bei dem Potsdamer Verein wurde er nicht glücklich, da die Babelsberger Fans eine schlechte Meinung von Berliner Spielern hätten, und wechselte im Sommer 1998 zu Dynamo Dresden. Der Zwist mit dem Babelsberger Anhang verleitete Patschinski in der Folgesaison im Spiel seiner Dresdner gegen Babelsberg dazu, dem Publikum nach einem Tor den Stinkefinger zu zeigen.
In der sächsischen Landeshauptstadt spielte Patschinski für ein Jahr und erzielte elf Tore in 31 Ligaspielen. Danach nahm er ein Angebot der SpVgg Greuther Fürth an, um im Profifußball spielen zu können. Mit der SpVgg sammelte er erste Erfahrungen in der 2. Bundesliga, blieb jedoch sowohl ohne Torerfolg als auch ohne große Einsatzzeit und beschloss daher nach einem Jahr, erneut den Verein zu wechseln. Hinzu kam, dass sich der in Berlin geborene Patschinski im ländlichen Fürth nicht wohl fühlte.

### 2000 bis 2006: Erfolg beim FC St. Pauli und Abstiege

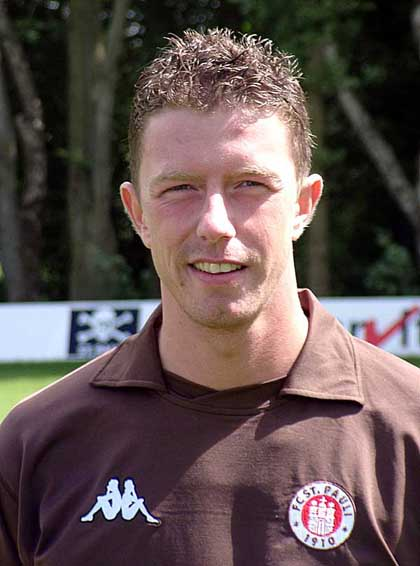
Nico Patschinski (2002)

Im Jahr 2000 schließlich kam Patschinski zum FC St. Pauli, mit dem er in den folgenden drei Jahren seine größten Erfolge erreichte. Mit den Hamburgern schaffte er den Sprung in die 1. Bundesliga. Am 6. Februar 2002 erzielte er beim 2:1-Sieg gegen den FC Bayern München das 2:0. Dadurch wurde St. Pauli zum „Weltpokalsiegerbesieger“.
Am Ende der Saison 2001/02 stieg St. Pauli aus der ersten Liga ab. In der Folgesaison konnten die Hamburger auch in der zweiten Liga nicht die Klasse halten. Patschinski wurde vom neuen Trainer Franz Gerber aussortiert.
Patschinski ging daraufhin zu Eintracht Trier. Mit den Trierern stieg er nach zwei Jahren aus der 2. Bundesliga ab und zog zu LR Ahlen weiter, stieg mit diesem Verein ebenfalls ab. Damit war er in fünf Saisons mit drei Vereinen viermal abgestiegen. Patschinski bezeichnete später seinen Wechsel nach Ahlen als Fehler.
Während seiner Zeit in Ahlen entdeckte im Vorfeld der Fußball-Weltmeisterschaft 2006 das Magazin RUND, dass Patschinski polnische Großeltern hat und dadurch möglicherweise spielberechtigt für die Nationalmannschaft Polens wäre. Das Magazin trat mit Verantwortlichen des polnischen Fußballverbandes in Verbindung; am Ende wurde aber nichts aus dem erhofften Länderspieleinsatz.

### 2006 bis 2009: Rückkehr zu Union Berlin
Zum Beginn der Saison 2006/07 kehrte Patschinski nach Berlin zurück und heuerte bei seinem alten Verein Union Berlin an. Mit den Unionern erlebte er eine durchwachsene Saison, in der das Team zwischen Aufstiegs- und Abstiegskampf schwankte. Letztendlich sicherten sich die Berliner die Klasse in der Regionalliga Nord und Patschinski erzielte dabei gegen seinen ehemaligen Verein FC St. Pauli einen Treffer, der zum „Tor der Woche“ gewählt und damit ein Kandidat für das „Tor des Monats“ der ARD wurde. Patschinski gab zu, dass der vermeintliche Torschuss ursprünglich als Flanke gedacht war. In der Folgesaison qualifizierte er sich mit dem 1. FC Union für die neue dritte Profiliga.
Am 4. März 2009 kündigte der 1. FC Union Berlin das Arbeitsverhältnis mit Patschinski fristlos. Als Grund gab der Verein das zerrüttete Vertrauensverhältnis zwischen dem Spieler und dem Verein an. Patschinski klagte dagegen und bekam vom Berliner Landesarbeitsgericht am 3. Juni 2009 Recht. Dadurch blieb der Spieler formal Angestellter des 1. FC Union, der sich ohne ihn als Spieler für die 2. Bundesliga qualifizierte. Zunächst trainierte Patschinski noch in der Reservemannschaft des Vereins mit, bis am 14. Juli 2009 der Vertrag aufgelöst wurde.

### 2009 bis zum Karriereende
Im Juli 2009 kehrte Patschinski zum Oberligisten BFC Dynamo zurück. Er gab als Gründe für den Wechsel vor allem den Standort Berlin sowie die Verbundenheit mit dem ehemaligen Unioner Spieler Guido Spork, der ebenfalls für den BFC auflief, an. Nach einem Jahr beendete er sein Engagement beim BFC und schloss sich zur Saison 2010/11 wieder Eintracht Trier an, für die er bis zu seiner Vertragsauflösung im Januar 2011 spielte. Am 31. Januar 2011 unterzeichnete er beim Oberligisten Borussia Neunkirchen einen bis zum 30. Juni 2013 gültigen Vertrag. In Neunkirchen traf er auf seinen ehemaligen Trainer Paul Linz und erzielte in seinem Debüt gegen den SV Auersmacher zwei Tore beim 3:2-Sieg am 12. Februar 2011.
Nach Differenzen zwischen Vereinsführung und Patschinski trennte sich Borussia Neunkirchen zunächst Anfang Oktober 2011 von ihm, holte ihn aber Ende Oktober wieder in den Kader zurück, nachdem Trainer Linz öffentlich Partei für seinen Mannschaftskapitän ergriffen hatte. Im Februar 2012 verließ Patschinski Neunkirchen endgültig und ging zum Oberliga-Verein SC Victoria Hamburg. Für die Hamburger erzielte er in 14 Ligaspielen zwölf Tore, wurde Oberligameister und stieg in die Regionalliga Nord auf. Außerdem gewann er mit Victoria den Hamburger Pokal und qualifizierte sich für den DFB-Pokal. Patschinski war mit drei Toren in drei Spielen am Pokalerfolg beteiligt. Trotz der Erfolge kehrte er vor dem Beginn der Saison 2012/13 wieder zum BFC Dynamo zurück. Am 3. April 2013 unterschrieb Patschinski einen Zweijahresvertrag beim Hamburger Oberligisten Niendorfer TSV.
Anfang 2015 begann er eine Tätigkeit als Spielertrainer beim FC Schnelsen. Diesen Vertrag löste er im Januar 2016 auf und schloss sich dem SC Empelde als Spieler an. Dort beendete Patschinski dann im Sommer 2018 seine aktive Karriere.

## Privates
Bis zum Jahr 2007 galt Patschinski als spielsüchtig und hatte Geld beim Kartenspielen und Wetten verloren. Er selbst empfand sich nicht als spielsüchtig. Er arbeitete in verschiedenen Jobs und Berufen: Zunächst war er als Aushilfsarbeiter in einer Catering-Firma und als Disponent tätig, ab 2012 als Paketzusteller für DPD Deutschland. Von 2015 bis 2017 verdiente er seinen Lebensunterhalt als angestellter Bestatter. 2018 machte er eine Ausbildung zum Busfahrer bei den Verkehrsbetrieben Hamburg-Holstein, bei denen er seit Februar 2018 im Linienbetrieb eingesetzt wird.
Patschinski ist geschieden, hat drei Kinder und wohnt in Hamburg.

## Erfolge
- 28 Erstliga-Einsätze (alle für den FC St. Pauli)
- 153 Zweitliga-Einsätze (10 für die SpVgg Greuther Fürth, 47 für den FC St. Pauli, 65 für Eintracht Trier, 31 für den LR Ahlen)
- Aufstieg mit dem FC St. Pauli in die erste Bundesliga